# Incestophantes crucifer
Incestophantes crucifer là một loài nhện trong họ Linyphiidae.
Loài này thuộc chi Incestophantes. Incestophantes crucifer được miêu tả năm 1866 bởi Menge.